# Wolfgang Warnemünde
Wolfgang Warnemünde (ur. 8 maja 1953 w Grevesmühlen) – niemiecki lekkoatleta, specjalista rzutu dyskiem. W czasie swojej kariery reprezentował Niemiecką Republikę Demokratyczną
Zdobył brązowe medale w rzucie dyskiem oraz w pchnięciu kulą na uniwersjadzie w 1977 w Sofii. Zajął 8. miejsce w rzucie dyskiem na mistrzostwach Europy w 1978 w Pradze. Na uniwersjadzie w 1981 w Bukareszcie wywalczył w tej konkurencji srebrny medal.
Zdobył brązowy medal w rzucie dyskiem na mistrzostwach Europy w 1982 w Atenach (wyprzedzili go jedynie Imrich Bugár z Czechosłowacji i Ihor Duhineć ze Związku Radzieckiego). Zajął 7. miejsce w tej konkurencji zawodach „Przyjaźń-84” rozgrywanych w Moskwie dla lekkoatletów z państw bojkotujących igrzyska olimpijskie w 1984 w Los Angeles.
Warnemünde był wicemistrzem NRD w rzucie dyskiem w 1977, 1978, 1982 i 1984 oraz brązowym medalistą w tej konkurencji w 1983 i 1985. W hali był brązowym medalistą w pchnięciu kulą w 1979.
Jego rekord życiowy w rzucie dyskiem wynosił 67,56 m (ustanowiony 2 czerwca 1980 w Rostocku), a w pchnięciu kulą 19,92 m (ustanowiony 18 maja 1980 w Erfurcie).